# La Liberté ou la Mort (film)
Pour plus de détails, voir Fiche technique et Distribution.
La Liberté ou la Mort (Bis wir tot sind oder frei) est un film dramatique germano-suisse réalisé par Oliver Rihs (de) et sorti en 2020.

## Synopsis
Le film se déroule dans les années 1980, une période de troubles politiques et de bouleversements sociaux en Suisse. Inspiré d'une histoire vraie, le film raconte le combat de Barbara Hug, une avocate idéaliste, contre le système judiciaire suisse rétrograde et répressif de l'époque. Dans son combat social, elle trouve un allié inattendu en la personne de Walter Stürm, un criminel condamné à l'isolement. Stürm, dont la réputation de « roi de l'évasion » le précède dans toute la Suisse, se révèle être, grâce à sa popularité, un instrument utile pour la réforme de l'exécution des peines en Suisse souhaitée par Hug. Mais moins Walter Stürm se plie à sa volonté, plus elle tombe sous la fascination de sa volonté catégorique de liberté.

## Fiche technique
- Titre français : La Liberté ou la Mort ou Stürm[1]
- Titre original allemand : Bis wir tot sind oder frei[2]
- Réalisation : Oliver Rihs (de)
- Scénario : Oliver Rihs (de), Dave Tucker (de), Ivan Madeo (de), Norbert Maass, Oliver Keidel
- Photographie : Felix von Muralt (de)
- Montage : Andreas Radtke (de)
- Musique : Seelenluft (de)
- Production : Ivan Madeo, Jan Krüger, Urs Frey, Jörg Trentmann, Stefan Eichenberger, Thomas Reisser, Marcus Machura
- Société de production : Contrast Film, Port au Prince Film & Kultur Produktion, Niama Film, Schweizerische Radio- und Fernsehgesellschaft
- Pays de production :  Allemagne -  Suisse
- Langue originale : allemand
- Format : couleurs - 1,85:1
- Genre : drame
- Durée : 117 minutes
- Dates de sortie :
  - Allemagne : 26 septembre 2020 (Festival du film de Hambourg) ; 31 mars 2022 (sortie nationale)
  - Suisse : 23 janvier 2022 (Suisse romande)
  - France : 17 janvier 2024

## Distribution
- Joel Basman : Walter Stürm
- Marie Leuenberger : Barbara Hug
- Jella Haase : Heike Vollmer
- Anatole Taubman : Pierre Rothenburg
- Pascal Ulli : Roger Bélier
- Philippe Graber : Félix Lammel
- Bibiana Beglau : Meret Spengler
- Beat Marti : Docteur Steiner
- Emanuela von Frankenberg : Mère Hug